# Kleinschwabhausen
Kleinschwabhausen és un municipi situat al districte de Weimarer Land, a l'estat federat de Turíngia (Alemanya), a una altitud de 300 metres. La seva població a finals de 2016 era d'uns 225 habitants i la seva densitat poblacional, de 60 hab/km².
Està situat prop de les ciutats de Jena, Weimar i Erfurt —la capital de l'estat.